# ولاية نغارأرد

علم منطقة نغارأرد

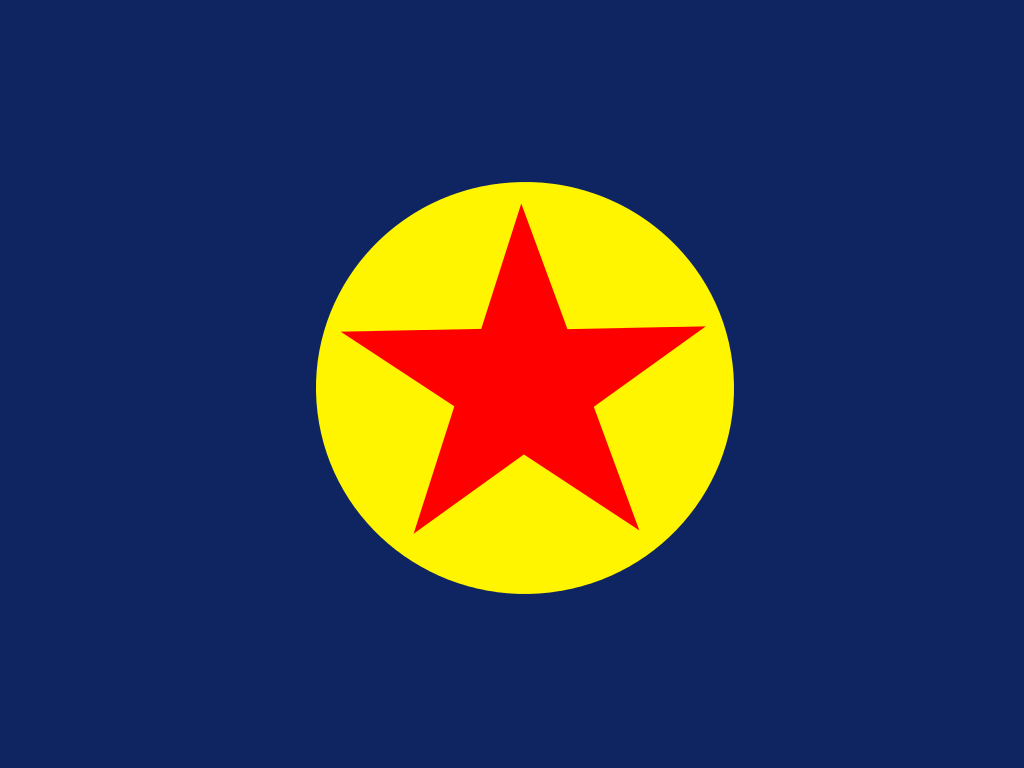
العلم السابق منطقة نغارأرد

نغارأرد (بالأنكليزية:Ngaraard) هي الولاية الثامنة جمهورية بالاو، وكان اسمها في الأصل كيراديل. تقع نغارأرد على الطرف الشمالي من بابلداوب المجاور مباشرة لولاية نغارتشيلونغ. وهناك خمس قرى صغيرة في نغارأرد، بما في ذلك نغكيكلاو ونغيبوكد و إيلاب وتشول وعاصمة الولاية أوليمانغ، وتقع على الساحل الشرقي للولاية.
سابقا، كانت عاصمة نغارأرد قرية نغيبوكد، حيث عاش الزعيم التقليدي للولاية.

## السكان والجغرافيا
لقد تغير عدد سكان نغارأرد كثيراً على مر السنين. في عام 1990 كان عدد سكانها 440 وفي عام 1996 انخفضت إلى 360. وفي عام 2000 ارتفع إلى 638 نسمة.
لكن مكتب الإحصاء التابع لوزارة المالية لم يحدد بعد مجموع السكان لعام 2004.
تتمتع نغارأرد بمناخ استوائي. وتتراوح درجة الحرارة من ارتفاع بين 81 و 83 فيهرنهايت.
موسم هطول الأمطار من مايو إلى يناير ويصبح غزيراً في يونيو ويوليو، ويكون المناخ جافاً من فبراير حتى أبريل.

## العلم
غيرت ولاية نغارأرد علمها مؤخراً، يحتوي على نجمة ذهبية مصفرة خماسية ترمز لوحدة ولاية نغارأرد وخلفية زرقاء ترمز إلى زرقة السماء والمحيطات المحيطة الدولة نغارأرد، يتواجد خلف النجم شريط أحمر من الزاوية السفلى اليسرى إلى الزاوية اليمنى العليا من العلم.